# Lile
Lile és un gènere de peixos pertanyent a la família dels clupeids.

## Morfologia
Cos comprimit. Boca obliqua i curta. La vora posterior de l'opercle és uniformement arrodonida. Tenen una franja platejada distintiva als costats.

## Distribució geogràfica
Es troba al Nou Món (tant a l'oceà Pacífic com a l'Atlàntic).

## Taxonomia
- Lile gracilis (Castro-Aguirre & Vivero, 1990)[3]
- Lile nigrofasciata (Castro-Aguirre, Ruiz-Campos & Balart, 2002)[4]
- Lile piquitinga (Schreiner & Miranda-Ribeiro, 1903)[5]
- Lile stolifera (Jordan & Gilbert, 1882)[6][7][8][9][10][11][12]